# Peter Cooper Village
El Peter Cooper Village és un barri residencial del borough de Manhattan, a New York, situat a l'est del Gramercy Park, entre la Primera Avinguda i l'Avinguda C. S'estén de nord a sud entre els carrers 20 i 23, al nord del barri Stuyvesant Town, amb qui forma un immens complex residencial, i que s'estén de la frontera amb el Peter Cooper Village fins al carrer 14. El nom del barri va ser posat en honor d'una de les figures històriques de New York, Peter Cooper, que va ser un cèlebre inventor i filantrop, impulsor de la Cooper Union per al desenvolupament de l'art i de les ciències el 1859. El conjunt del complex Peter Cooper Village-Stuyvesant Town ha estat venut a Tishman Speyer Properties el 2006 per la companyia d'assegurances MetLife per la suma de 5,4 mil milions de dòlars, el que constitueix fins avui la transacció més important mai efectuada per a una única propietat immobiliària als Estats Units.